# Parc naturel Puez - Odle

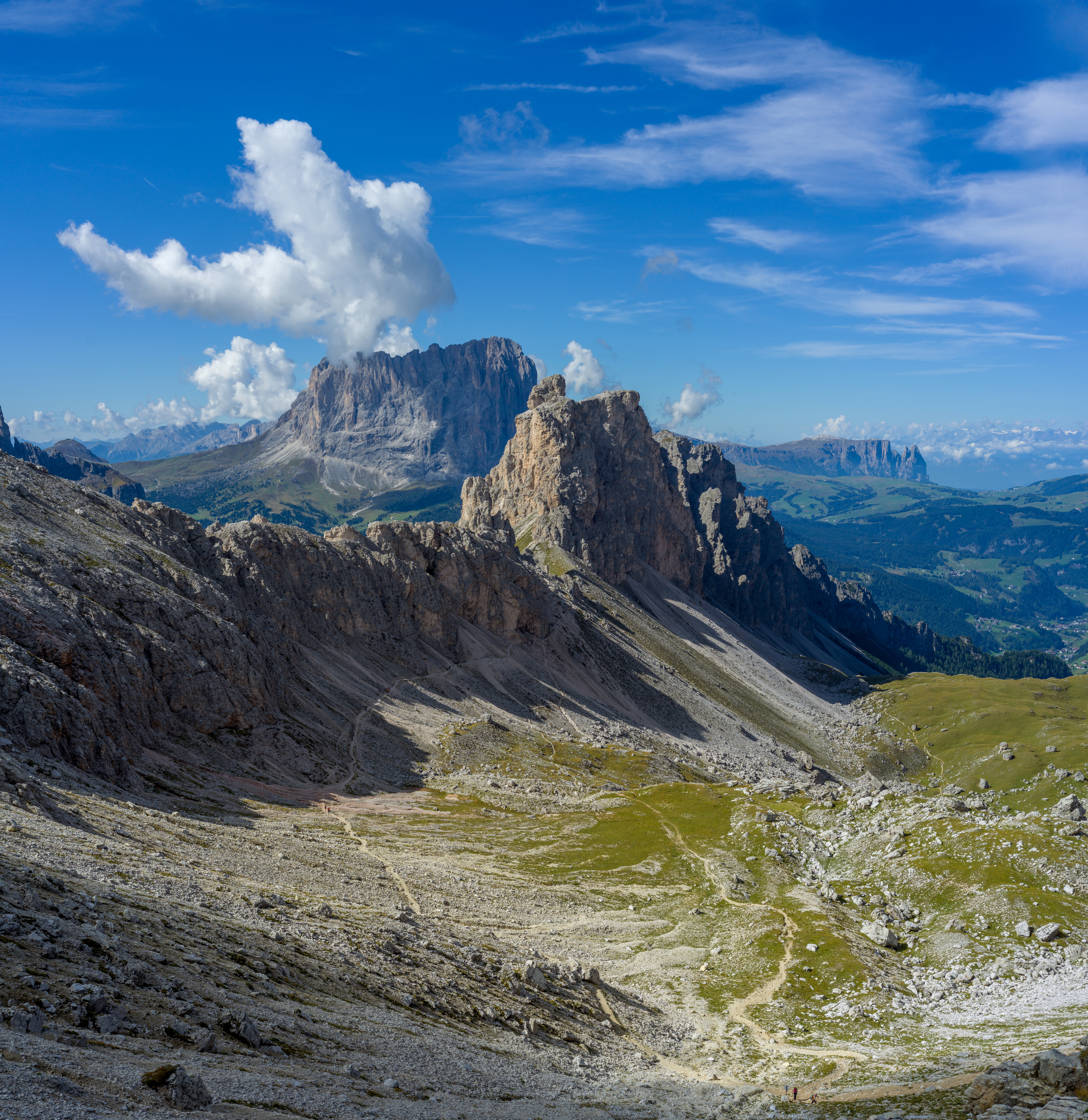
La vallée Chedul dans le parc naturel Puez. Aout 2017.

Le parc naturel Puez- Odle est une zone naturelle protégée qui comprend principalement deux groupes de montagne : le groupe du Puez et le groupe des Odle, tous deux appartenant aux Dolomites. Il a été créé en 1978 puis agrandi en 1999.
La zone protégée est délimitée à l'ouest par la vallée de l'Isarco, au nord par le val Pusteria, à l'est par le val Badia et au sud par le val Gardena.
L'ensemble du groupe Puez-Odle comprend au nord la Plose et le Sass de Putia, au sud-ouest les plus hauts sommets tels que la Furchetta et le Sass Rigais, tous deux à plus de 3 000 m et au sud-est le Piz de Puez (2 918 m).
Le parc est traversé du nord au sud par l'Alta via le no 2
La zone protégée, avec une superficie de 10 722 ha et une altitude moyenne de 2 500 m, s'étend sur les municipalités de Badia, Corvara, San Martino in Badia, Funes, Santa Cristina, Ortisei et Selva di Val Gardena.